# Phalaris (專輯)
《PHALARIS》是由日本樂團Dir en grey所發行的第11張錄音室專輯，2022年6月15日於日本發行。

## 概要
- 本專輯的封面設計與名稱，來自於古代希臘的君主法拉里斯所造的一種拷問刑具銅牛。
- 製作階段的音源處理與美國錄音師Brian Gardner（英语：Brian Gardner）合作，由於製作時程與疫情影響之緣故，混音部分由Carl Bown與David Bottrill（英语：David Bottrill）分別完成。
- 專輯以三種模式發行，包括完全生産限定版、初回限定版、普通版。
- 附錄DVD收錄2021年6月於東京Garden Theater舉行的「疏外」LIVE演唱會曲目。

## 曲目
全作詞：京　作曲及編曲：DIR EN GREY
1. Schadenfreude

原曲：薰。曲名源自德語，意謂「由他人的不幸或痛苦中得到快樂」，或可譯為中文的幸災樂禍。編曲長達十分鐘。
2. 朧（羅馬化：OBORO）

原曲：薰。
3. The Perfume of Sins

原曲：薫
4. 13 

原曲：DIE。歌詞描寫死囚走向最後一段階梯時的情境
5. 現、忘我を喰らう（日语：うつつ、ぼうがをくらう）

原曲：DIE。以多重的唱腔及音色轉換為特徵
6. 落ちた事のある空（曾經落下的天空）

在2020年首次在串流平台上發行的數位單曲之重新混音版本，之後以LIVE限定的方式發行。
MV當中描寫戰爭以及原子彈落下的場景
7. 盲愛に処す（羅馬化：BOU-AI NI SHOSU）

原曲：薰。
8. 響（羅馬化：HIBIKI） 

原曲：DIE
9. Eddie

原曲：DIE
10. 御伽（羅馬化：OTOGI）

原曲：薰
11. （KAMUY）

原曲：由薰與DIE各自的編寫原曲修改後結合而成；曲名取自愛奴語當中的神明之意。

### 限定版附錄

#### 初回限定+完全生產限定版：附錄 CD
1. mazohyst of decadence 
出自首張專輯《GAUZE》的曲目，以2013年的現場表演的編曲版收錄。
2. Ain't afraid to die 
未收錄於其他專輯當中的第九張單曲之重錄版本。

#### 完全生產限定版：DVD or Blu-ray
《疎外》：2021.6.5 東京ガーデンシアター